# Исчезающая точка (фильм)
«Исчезающая точка» (англ. Vanishing Point) — полнометражный фильм режиссёра Ричарда Сарафьяна с Бэрри Ньюманом в главной роли. Действие происходит в США в начале 1970-х годов и стремительно развивается на протяжении двух дней, с позднего вечера пятницы (23 часа 30 минут) до утра воскресенья (10 часов 04 минуты).
Фильм вышел на экраны в 1971 году и в дальнейшем стал классикой роад-муви.

## Композиция
Композиционно кинолента построена так, что вначале зрителю показывается эпизод из концовки фильма до момента времени обозначенного как Sunday 10:02 a. m. (в переводе с англ. — «Воскресенье, 10:02»). Затем действие фильма переносится на два дня назад в Денвер, штат Колорадо. Отсюда, поздним вечером пятницы (англ. Friday 11:30 p. m.), начинается путешествие автоперегонщика Ковальски. По ходу дальнейшего развития сюжета последовательное повествование прерывается воспоминаниями из прежней жизни Ковальски. Действие фильма оканчивается в калифорнийском городе Сан-Франциско воскресным утром в 10 часов 4 минуты.

## Сюжет
Перегонщику по фамилии Ковальски требуется отвезти своим ходом белый Dodge Challenger R/T модели 1970 года из Денвера, штат Колорадо, в Сан-Франциско, штат Калифорния. В дороге машину пытается остановить полиция, но Ковальски, не реагируя на её требования, лишь сильнее давит на газ. Многочисленные погони часто заканчиваются авариями для самих полицейских — при этом Ковальски всегда сдаёт задом, чтобы убедиться, что никто из полицейских не погиб. Причина, по которой полиция хочет во что бы то ни стало задержать белый «Додж», по сюжету не объясняется — её не знают даже некоторые из участвующих в погоне полицейских. Основной сюжет часто перебивается воспоминаниями Ковальски о своей прежней жизни: его неудачи на гоночных треках, увольнение из полиции, когда он пытался помешать напарнику изнасиловать задержанную, любимая девушка, утонувшая во время катания на сёрфинге, и т. д. В перерывах между погонями Ковальски пересекается с различными людьми: ловцом змей, хиппи, байкерами, которые помогают ему уворачиваться от ловушек, расставленных полицией. Также он подбирает парочку геев, у которых сломалась машина. Когда они начинают угрожать ему пистолетом, Ковальски вышвыривает их из автомобиля. За его передвижением также пристально следит слепой радиодиджей (провидец). В конце фильма, также как и в начале, полиция перекрывает дорогу бульдозерами. Но если в начале фильма Ковальски разворачивается перед ними и едет обратно, то в конце он просто давит на газ. Долгая погоня заканчивается взрывом врезавшейся в бульдозеры машины.

## В ролях
- Бэрри Ньюман — Ковальски, автоперегонщик
- Кливон Литтл — Супер Соул, радио диджей
- Дин Джэггер — ловец змей
- Виктория Медлин — Вера Торнтон, подруга Ковальски
- Карл Свенсон — Сэнди, диспетчер «Службы доставки автомобилей Арго»
- Ли Уивер — Джейк, наркоторговец
- Джон Эймос — звукорежиссер Супер Соула
- Пол Косло — Чарли, молодой патрульный из Невады
- Роберт Доннер — Коллинз, пожилой патрульный из Невады
- Тимоти Скотт — Энджел
- Гилда Текстер — обнаженная девушка на мотоцикле.

## Ремейк
В 1997 году режиссёром Чарльзом Робертом Карнером был снят ремейк «Исчезающей точки» (в русском прокате — «Неуловимый»). Сюжет этого фильма был перенесён во вторую половину 1990-х и немного изменён: перегонщик Джеймс Ковальски (его роль играет Вигго Мортенсен) узнаёт, что его беременная жена находится в больнице и её жизни угрожает опасность. Он разворачивает машину (это по-прежнему белый «Додж-Челленджер» 1970 года, с мотором «426 HEMI»), но его за превышение скорости тормозят полицейские, которые даже не пытаются понять причину такого поведения Ковальски и пытаются задержать его. Джеймс нажимает на газ, и начинается долгая погоня на протяжении нескольких штатов, в ходе которой полиция всё чаще начинает стрелять на поражение (в оригинале 1971 года полиция не использовала оружие вообще). В конце, узнав, что его жена умерла при родах, Ковальски разгоняется до максимальной скорости - под 150 миль в час (240 км/час), и его автомобиль взрывается, врезавшись в расставленные полицией бульдозеры.